# Coroiești, Alba
Coroiești este un sat în comuna Avram Iancu din județul Alba, Transilvania, România.